# Alice (azienda)
Alice ADSL è stato il marchio italiano con cui Telecom Italia, le sue filiali estere e i successivi acquirenti hanno commerciato i servizi Internet, in particolare di tipo ADSL, per utenti finali in Italia, Francia, Germania, Paesi Bassi e San Marino.

## Storia

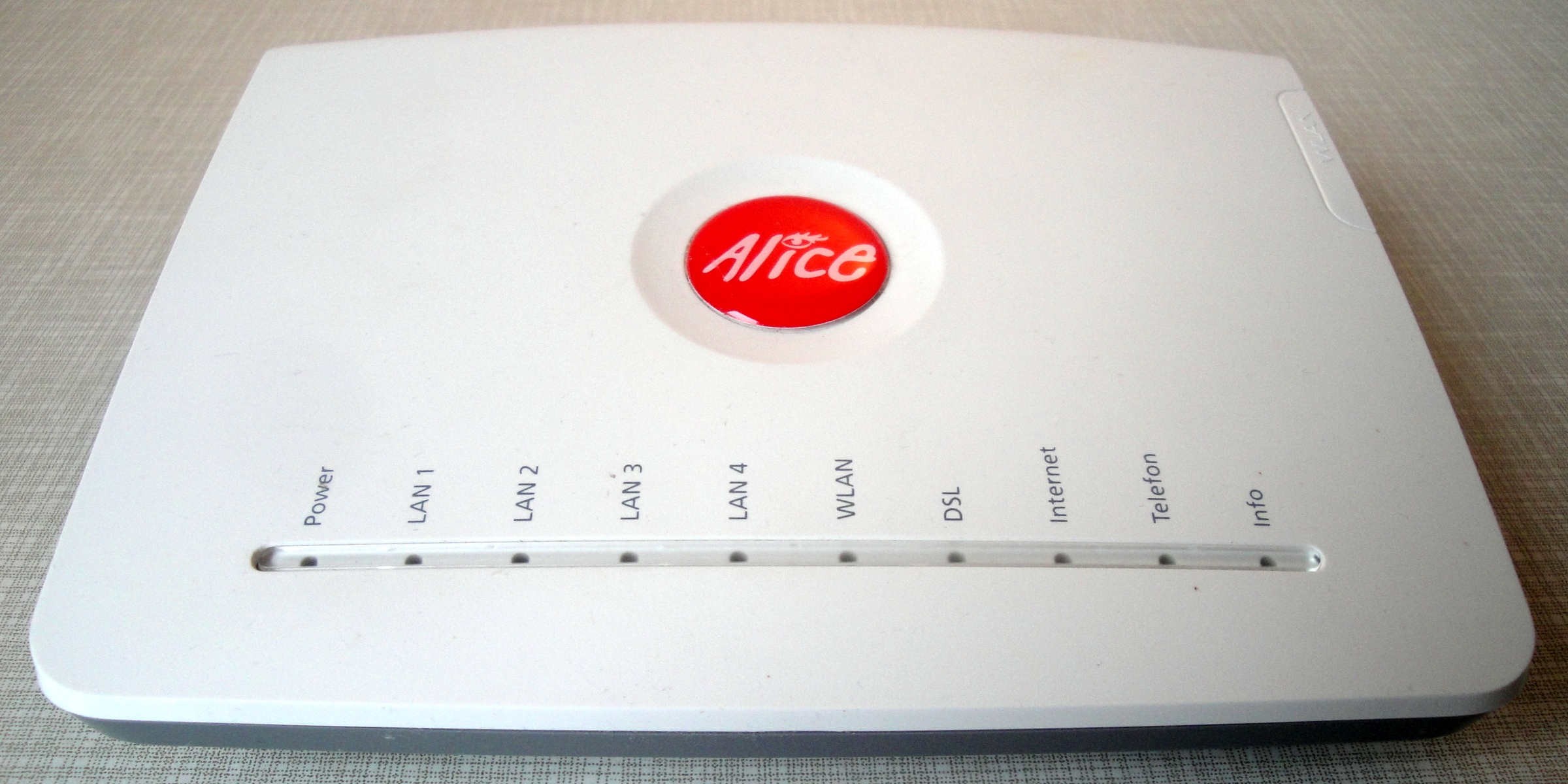
Un modem ADSL a marchio Alice

Alice nasce all'inizio degli anni 2000 quando Tin.it esce dal perimetro di Telecom Italia per essere fusa in Seat Pagine Gialle per dare un nuovo nome all'offerta Internet, soprattutto ADSL, commercializzata dalla casa madre. Nel 2003 viene creata Telecom Italia France, filiale in Francia, dove comincia a sviluppare la sua rete privata di fibra ottica e dove offre connessioni Internet Alice. Lo stesso anno Telecom Italia acquisisce, per 250 milioni di euro, HanseNet, colosso tedesco delle telecomunicazioni: anche questo comincia a usare il nome Alice.
Il marchio prende progressivamente sempre più piede. In Italia, alla fine del 2005 viene deciso di eliminare lo storico marchio Virgilio.it anche sul portale web del gruppo e di rinominarlo appunto Alice: verranno modificati anche tutti gli URL da virgilio.it ad alice.it. In Francia, a giugno dello stesso anno Telecom Italia acquista Liberty Surf, filiale francese di Tessellis, entrando così in possesso della sua rete di fibra ottica. L'espansione continua fino al 2007, quando nei Paesi Bassi Telecom Italia apre la filiale BBNet e inizia le sue attività come fornitore di servizi Internet Alice.
L'inversione di tendenza comincia dalla fine dello stesso 2007, quando in Italia ritorna in vita il marchio Virgilio e nel resto d'Europa cominciano le vendite. Il 26 agosto 2008, la francese Iliad, ora lì nota per il marchio Free, conclude l'acquisto di Telecom Italia France per 775 milioni di euro, che contava nello stesso circa 850.000 abbonati Alice ADSL.
Alla fine del 2010 si assiste a una sparizione del marchio in Italia: le offerte ADSL e la IPTV vengono "prese in carico" direttamente da Telecom Italia che ne prende il posto anche per quanto riguarda il marchio. Dal 12 gennaio 2011, Telecom Italia, con l'intenzione di promuovere il marchio Telecom, ha eliminato il sito alice.it sostituito da telecomitalia.it; le nuove offerte (tipo Internet Senza Limiti) non presentano più nome "Alice" (anche se rimangono Alice 7 Mega e Alice 20 Mega) e il diffuso Alice Gate 2 Plus Wi-Fi, che veniva fornito in comodato d'uso con l'ADSL Telecom, cui è stato sostituito dal Modem Adsl Wi-Fi N, costruito rispettando l'ambiente (funzione ECO) e senza il logo Alice, ma con la semplice dicitura Telecom Italia.
Tra il 2009 e il 2011 prende atto la cessione della filiale tedesca HanseNet al gigante spagnolo Telefónica, già importante azionista di Telecom Italia: il marchio scomparirà anche in Germania dal 2012. Nel 2010 anche il ramo olandese è ceduto alla svedese Tele2, dove il nome Alice cessa di essere utilizzato nel 2012. In Francia, l'offerta Alice costituisce la gamma economica delle forniture ADSL erogate da Iliad. I suoi abbonati risultavano in calo, con 191.000 abbonati a marzo 2013. Il marchio Alice è stato dismesso anche in Francia nel 2018.

## Servizi
I servizi Alice erano disponibili in Italia, Francia, Germania e Paesi Bassi.
La velocità commerciale in download di una linea ADSL Alice poteva variare da 640 kb/s per profili sotto Mini DSLAM a 20 Mb/s per DSLAM da centrale e 30 Mb/s per clienti serviti da VDSL2 in modalità FTTC.
Altri servizi disponibili erano la posta elettronica sicura, Alice Messenger e Alice Home TV per vedere la televisione tramite un collegamento ADSL.

## Sponsorizzazioni

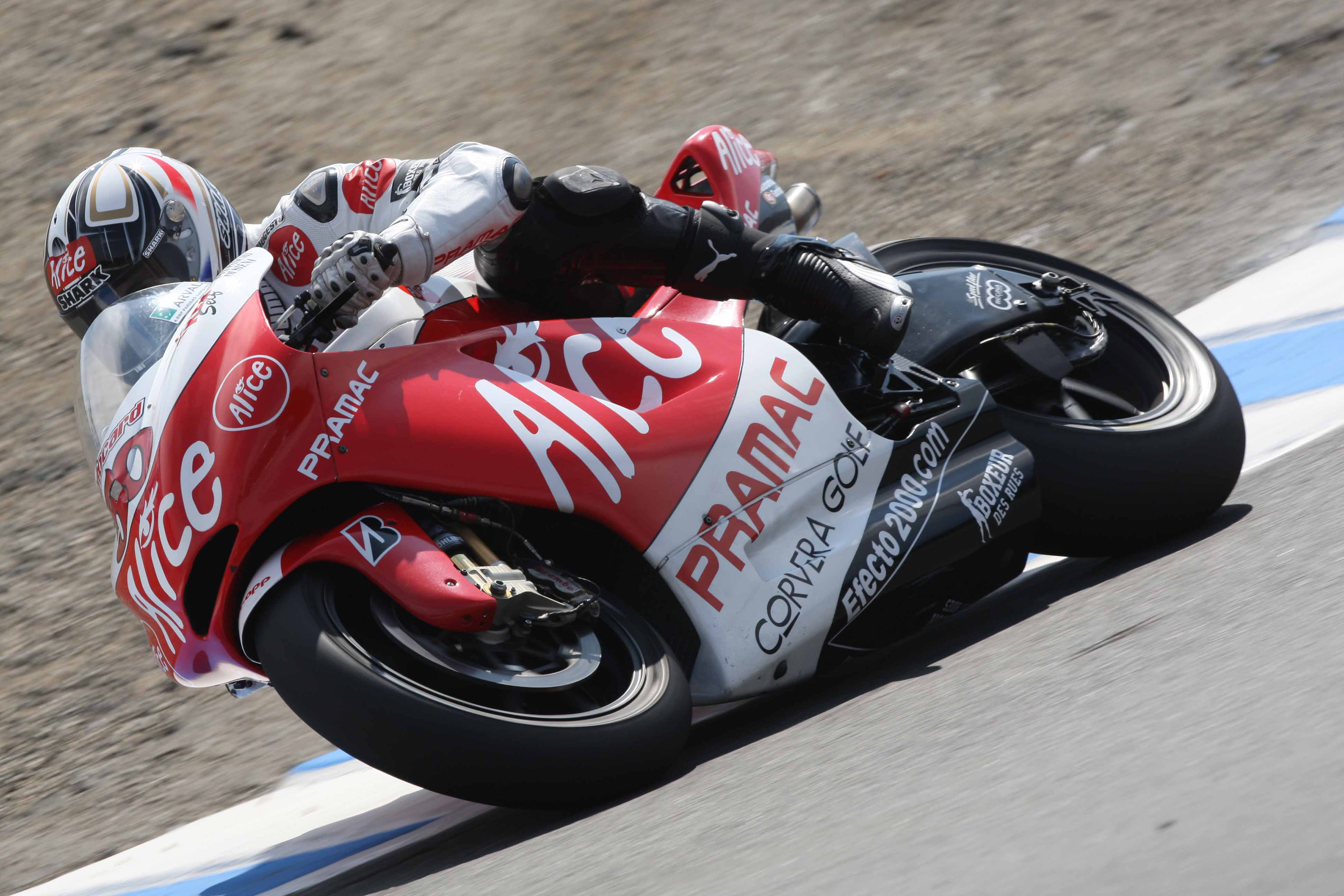
Sylvain Guintoli sulla Ducati Desmosedici di Alice Team nel 2008

Nel corso della sua storia, il marchio Alice ha visto accrescere la sua notorietà anche grazie a varie sponsorizzazioni sportive nell'ambito dell'automobilismo e del motociclismo.
Nelle quattro ruote, dal 2007 al 2009 Alice è stata sponsor della Scuderia Ferrari in Formula 1. Più corposa e duratura è stata la presenza pubblicitaria nelle due ruote: Alice ha debuttato in MotoGP nel 2003 come main sponsor della squadra ufficiale Aprilia; nel 2004 è migrata sulle carene della squadra ufficiale Ducati, dov'è rimasta fino al 2009; contemporaneamente, nel 2008 Alice è stata anche title sponsor della squadra privata Pramac Racing.